# Luigi Fiorillo
Luigi Fiorillo (1847?–1898) war ein italienischer, in Ägypten und anderen Ländern des Nahen Ostens und Ostafrikas tätiger Fotograf.

## Lebensweg
Über das Leben von Luigi Fiorillo ist nur wenig bekannt. Er wurde in einer Zeit gewaltsamer Auseinandersetzungen im Zuge der italienischen Nationalstaatsbildung (Risorgimento, 1815–1870) vielleicht in Neapel, vielleicht aber auch in Venetien geboren. Fiorillo war ab etwa 1870 in Ägypten, Palästina (Heiliges Land) und später in Eritrea als Fotograf tätig. Ihm werden auch einige Fotos aus Dschidda (Jeddah) zugeschrieben, der wichtigsten Hafenstadt Saudi-Arabiens am Roten Meer.
Ab der zweiten Hälfte des 19. Jahrhunderts eröffneten zahlreiche aus Europa stammende Fotografen ihre Ateliers in der ägyptischen Hafenstadt Alexandria, darunter Spiro Caruana, Constantin Joseph Fettel, H. Léon und Andreas Reiser (1840–1898). Ägypten gehörte zwar formal bis 1914 zum Osmanischen Reich, war aber tatsächlich spätestens ab der britischen Besetzung Ägyptens im Jahr 1882 unter der Dynastie des Muhammad Ali relativ unabhängig von Istanbul. Faktisch bestimmte ab etwa 1882 vor allem der britische Generalkonsul die Politik Ägyptens.
Nachdem das Königreich Italien mit der Kolonie Assab 1870 seine erste afrikanische Kolonie erworben hatte, ließen sich mehrere italienische Fotografen im Nahen Osten und in Nordafrika nieder, darunter – neben Luigi Naretti (1859–1922), Francesco Nicotra und anderen – auch Luigi Fiorillo. Ihnen boten sich attraktive Geschäftsaussichten durch Porträtfotografie und durch den Verkauf „exotischer“ Ansichten an Touristen.
Fiorillo eröffnete um 1870 ein Fotoatelier in Alexandria. Zunächst hatte Fiorillo sein Studio dort an der Place de Méhémet Aly. Fiorillo und seine Nachfolger hatten Fotoateliers an verschiedenen weiteren Adressen in Alexandria: in der Rue Sherif Pacha und in der Okelle Abro, in der Nähe der Place des Consules.
Luigi Fiorillo fotografierte vor allem Ansichten, die bei Touristen beliebt waren: Ägyptische Altertümer, „orientalische“ Architektur, Landschaften und Monumente sowie Genremotive „exotischer Typen“, etwa: den Wasserverkäufer, den Musiker, den Eselstreiber, den Bettler, den Krieger, den Barbier, die Fellachin und so weiter.
1871 stellte Luigi Fiorillo seine Fotografien zum ersten Mal in Neapel aus. Im Jahr 1878 nahm er an der „Exposition Universelle de Paris“ teil, wo seine Fotografien eine ehrenvolle Erwähnung erhielten.
Aus dem Aufdruck auf den Rückseiten seiner Atelierfotos geht hervor, dass Fiorillo 1884 auch in Ottawa (Kanada) und Boston (USA) mit Preisen ausgezeichnet wurde und in den 1880er Jahren den Titel „le photographe de Son Altesse le Prince Mohammed Toussoun Pasha“ trug.
Fiorillo war unter den wenigen Europäern, die in Alexandria ausharrten, während die britische Mittelmeerflotte vom 11. bis zum 13. Juli 1882 im Zuge des anglo-ägyptischen Krieges jene Stadt beschoss und erheblich beschädigte. Er dokumentierte die Zerstörungen der Stadt fotografisch, indem er zum Beispiel die beschädigten Befestigungsanlagen, die Toten und die durch den Beschuss zerstörten Gebäude und Denkmäler fotografierte. Seine Aufnahmen veröffentlichte er in dem Fotoalbum Souvenir d’Alexandrie. Ruines 1882. Erhalten geblieben sind auch grausige Fotos, die Luigi Fiorillo auf dem Schlachtfeld von Tel-El-Kibir (13. September 1882) aufgenommen hat.
Luigi Fiorillo fotografiert in Alexandria im Jahr 1877 die Abreise der Expedition der Italienischen Geographischen Gesellschaft (Società Geografica Italiana) nach Shewa in Äthiopien.
Während der Besetzung der eritreischen Hafenstadt Massaua am Roten Meer durch italienische Kolonialtruppen (ab dem 5. Februar 1885) und ihrer anschließenden Besetzung des Hochlandes von Abessinien bis Saati gehörte Fiorillo zum Tross des Artillerie-Kapitäns Graf Carlo Michelini di San Martino (1854–1914).
Fiorillo erstellte auch Foto-Reportagen von den Expeditionen der italienischen Kolonialarmee, die zwischen 1887 und 1888 in Ostafrika unter der Führung von General Alessandro Asinari, Graf von San Marzano (1830–1906), durchgeführt wurden.
In der Schlacht bei Dogali am 25. und 26. Januar 1887 wurde eine italienische Militäreinheit von einem abessinischen Heer unter Ras Alula Engida (1827–1897) geschlagen. Die italienische Vergeltungsexpedition bestand aus Zehntausenden von bewaffneten Männern. Sie erregte aufgrund ihrer Größe die Aufmerksamkeit der Presse und der Fotografen. Luigi Fiorillo beantragte bei der italienischen Regierung einen Passierschein für das Kriegsgebiet, der ihm jedoch offenbar mit der Begründung verweigert wurde, dass sich dort bereits zu viele andere Fotografen aufhielten. Er ließ sich davon jedoch nicht abhalten und nahm auf eigene Faust zahlreiche Fotos von den Festungsanlagen, von Straßenszenen und Landschaften in Eritrea auf.
Die italienische Kolonialarmee hatte noch keine offiziellen Militärfotografen unter Sold. Die überlieferten Fotos aus den italienischen Besitzungen in Eritrea sind dementsprechend hauptsächlich von Foto-Amateuren (darunter: Kolonialbeamte und Soldaten) aufgenommen worden. Unter den wenige Berufsfotografen, die in Eritrea arbeiteten, war Luigi Fiorillo, der dort 1885 mit Mauro Ledru (geb. 1851) und mit den Brüdern Nicotra eintraf. Diejenigen Berufsfotografen, die sich vorübergehend in der italienischen Kolonie niederließen und dort Militäranlagen, Landschaften und Porträts von Soldaten aufnahmen, wurden wahrscheinlich ganz oder teilweise von der italienischen Kolonialverwaltung oder von den italienischen Unternehmen bezahlt, die an der Ausbeutung der lokalen Ressourcen interessiert waren.
Bereits 1890 wurde Luigi Fiorillos Atelier in Alexandria in „L. Fiorillo & Fils“ („L. Fiorillo & Sohn“) umbenannt; es befand sich weiterhin in der Rue Sherif Pacha. Luigis Sohn Federico Fiorillo (geboren 1875) beteiligte sich an der Geschäftstätigkeit des Foto-Ateliers. Die Fiorillos lieferten Fotoabzüge an Félix Bonfils für seine Publikation „Nazareth et ses environs“ („Nazareth und seine Umgebung“), St. Petersburg (1894).
Federico führte die Firma nach dem Tod seines Vaters im Jahr 1898 noch bis etwa 1920 weiter und wurde auch im Verlagswesen tätig. Ende der 1980er Jahre wurde Federico Fiorillo Partner von A. Marques und eröffnete mit diesem ein neues Studio in Assuan, das als „Marques Fiorillo“ bzw. als „Marques & Fiorillo photographers & editors, Assuan“ firmierte. A. Marques und F. Fiorillo dokumentierten die Bauarbeiten am großen Nil-Staudamm zu. Von Federico Fiorillo stammen einige Fotos mit der Signatur „F. Fiorillo“, aufgenommen in Assuan in den frühen 1900er Jahren. Ihre Geschäftstätigkeit um die Jahrhundertwende umfasste neben der Fotografie auch die Herstellung von Postkarten, in der das Unternehmen jahrzehntelang führend war. Die unter „F. Fiorillo“ bzw. „Fiorillo & Marques“ herausgegebenen Postkartenserien decken Ägypten, den Sudan, Griechenland und dort insbesondere den Dodekanes ab. Ende des 19. und Anfang des 20. Jahrhunderts druckte das „Maison Fiorillo“ seltene Ansichten von Mekka nach Negativen von Mohammed Sadik Bey (1822 oder 1832 bis 1902). Fotos von Federico Fiorillo und A. Marques finden sich z. B. auch in dem Buch „New Egypt“ von Amédée Baillot de Guerville (1869–1913), das 1906 in New York veröffentlicht wurde.
Federico Fiorillo zog mit seiner Mutter und seiner Familie auf die Insel Rhodos in der Ägäis, die am 4. Mai 1912 im italienisch-türkischen Krieg von italienischen Truppen erobert und besetzt worden war. Federico Fiorillo heiratete die Französin Eugenia de Dieu, mit der er fünf Kinder hatte. Auf Rhodos und später auf Leros eröffnete er mindestens ein Atelier, an dem sich seine Kinder beteiligten.

## Galerie Kriegsbilder

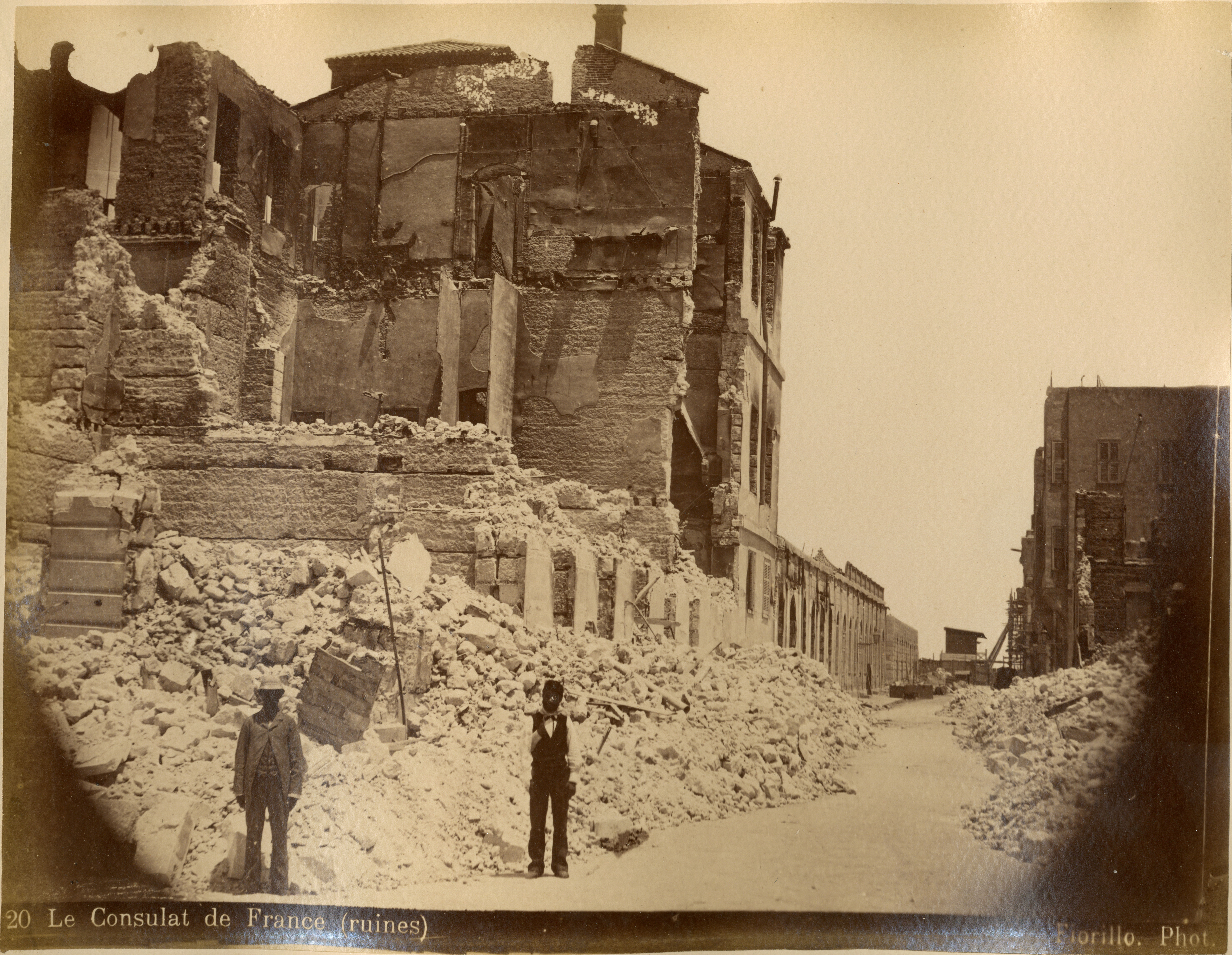
Ruine des französischen Konsulats nach dem britischen Beschuss von Alexandria 1828
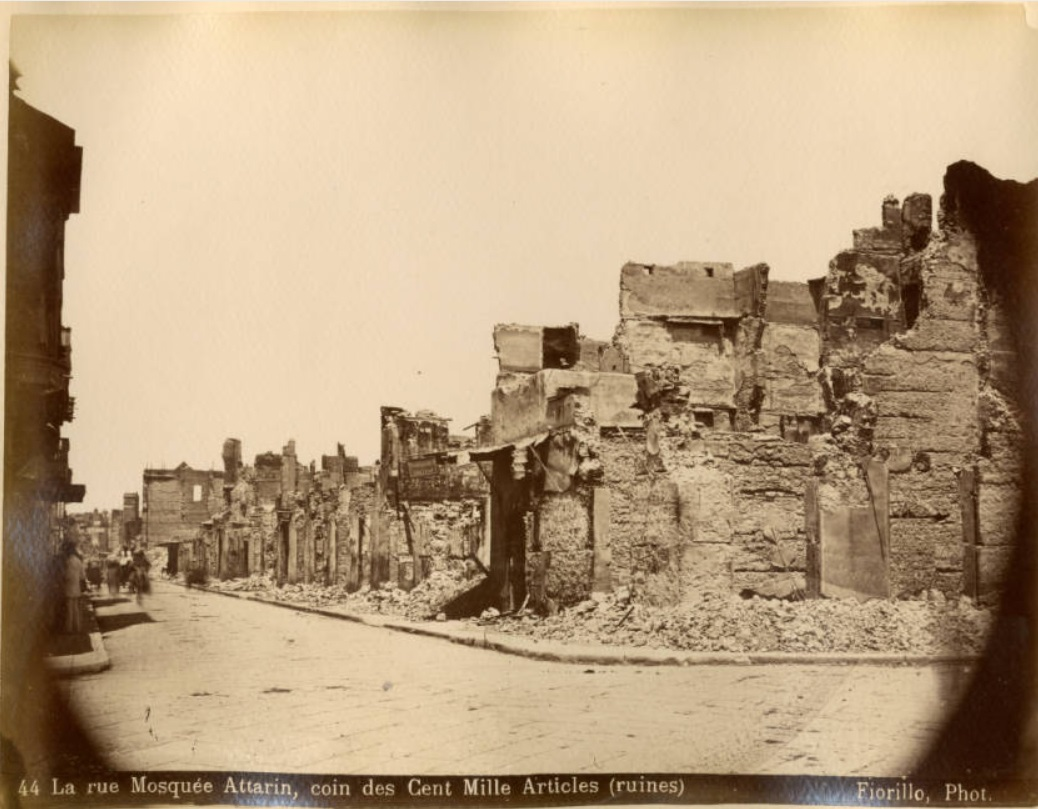
Die Attarine Mosque-Straße nach dem britischen Beschuss
Ruinen in der Rue Chérif Pacha nach dem britischen Beschuss von Alexandria 1828
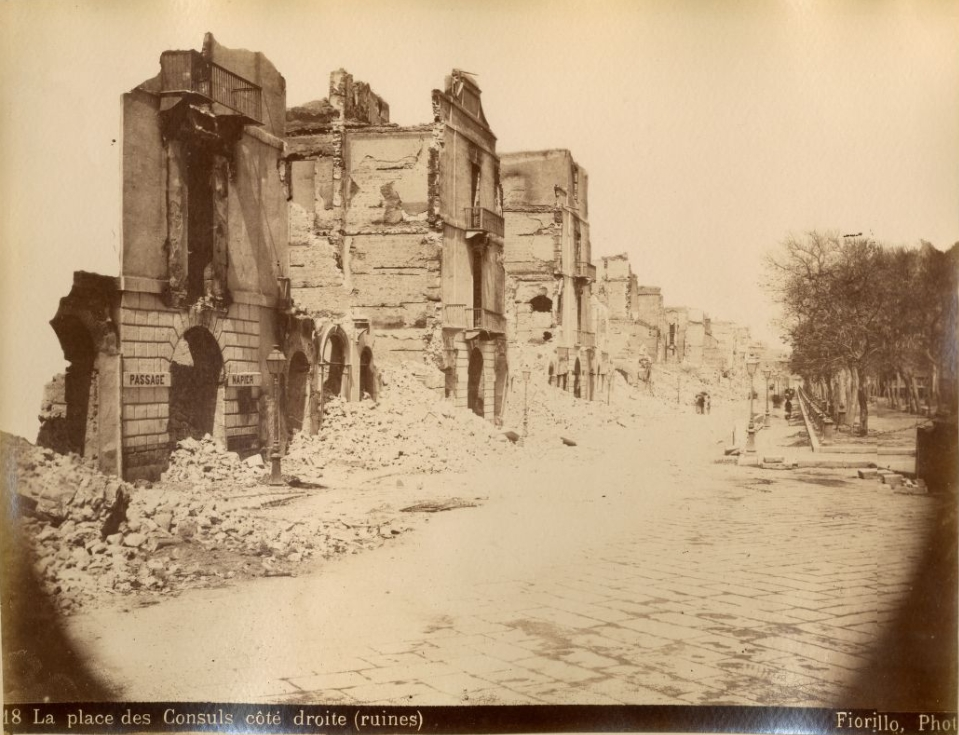
Beim britischen Beschuss 1882 zerstörte Gebäude am Place des Consuls in Alexandria
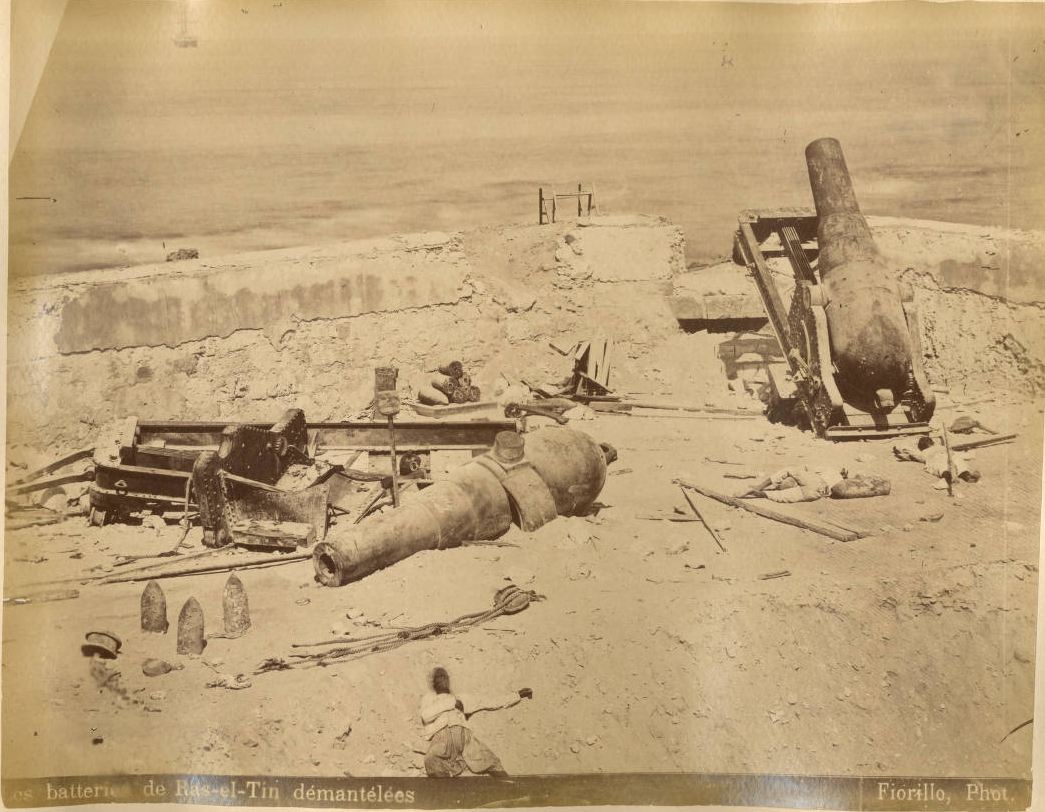
Die von den Briten zerstörte ägyptische Geschütz-Stellung von Raʾs-at-Tīn, mit mind. drei Leichen
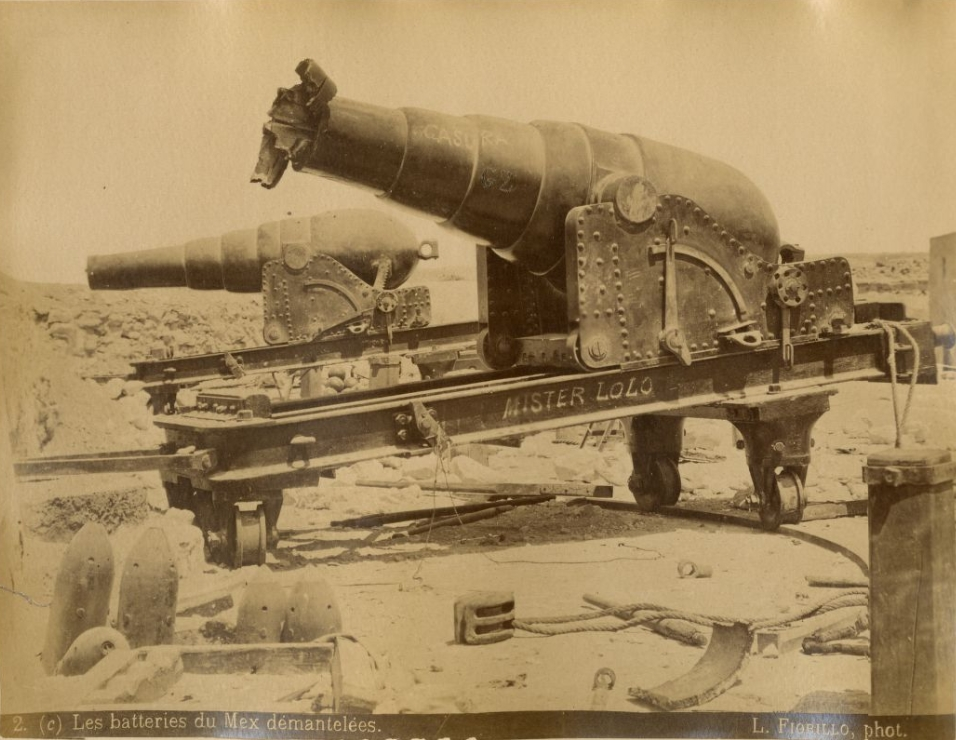
Beim britischen Beschuss Alexandrias im Jahr 1882 zerstörte ägyptische Geschütz-Stellung von al-Maks, einem Stadtteil von Alexandria
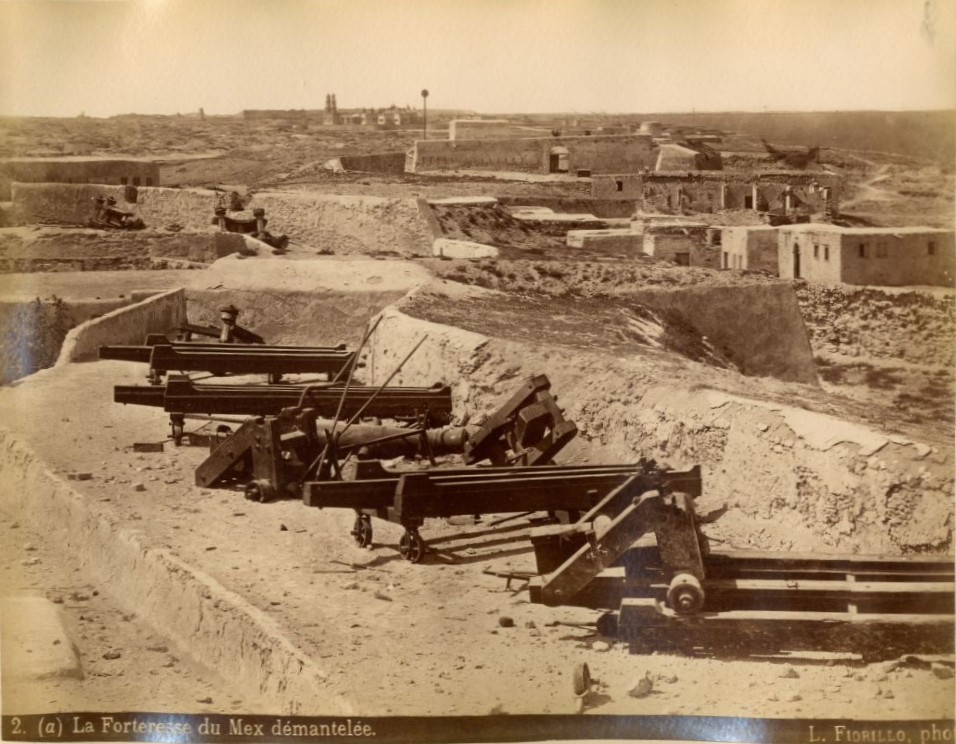
Beim britischen Beschuss Alexandrias im Jahr 1882 zerstörte ägyptische Geschütz-Stellung von al-Maks, einem Stadtteil von Alexandria

## Galerie Ägyptische Monumente

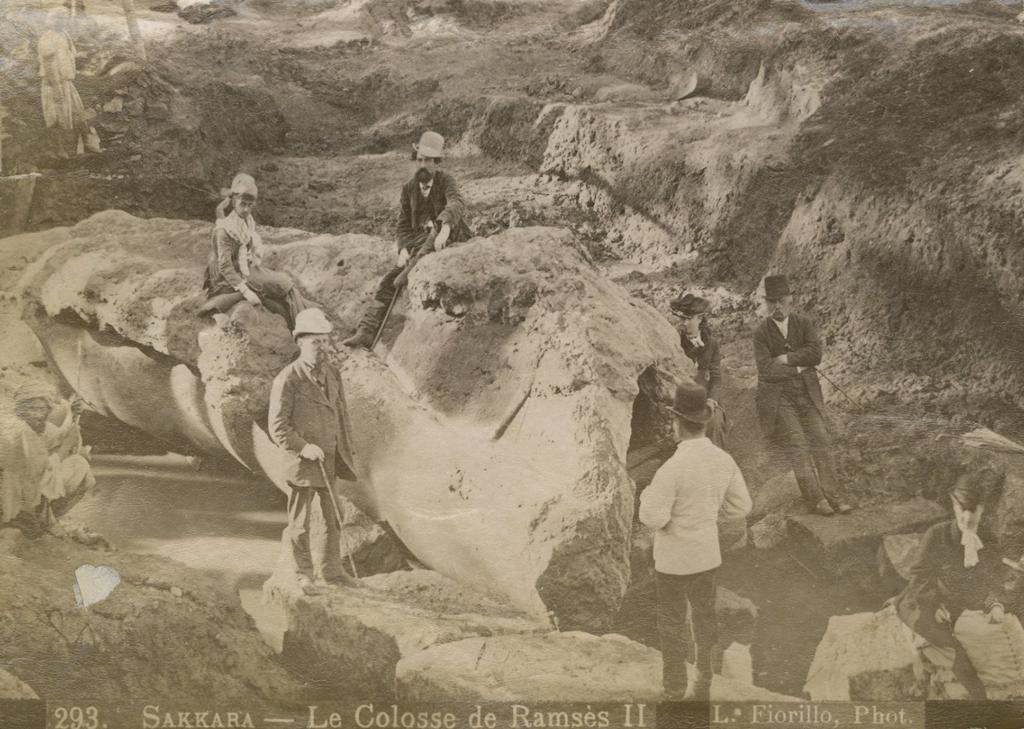
Die Statue von Ramses II. in Sakkara
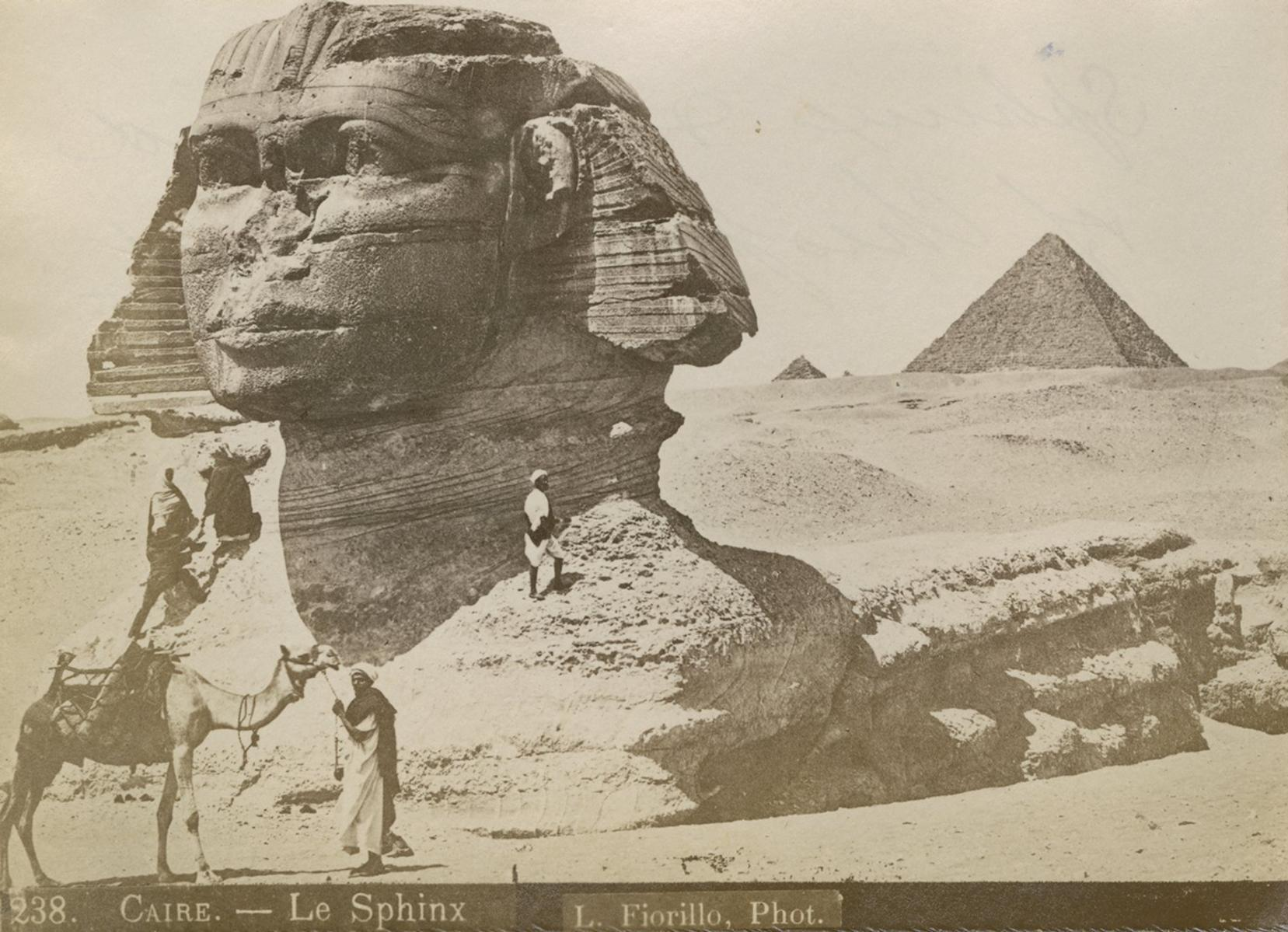
Die große Sphinx in Gizeh
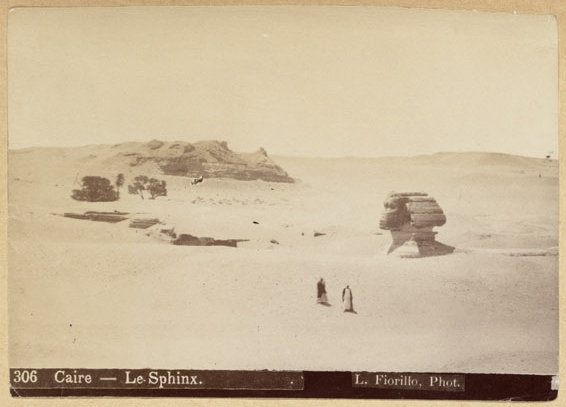
Die Sphinx
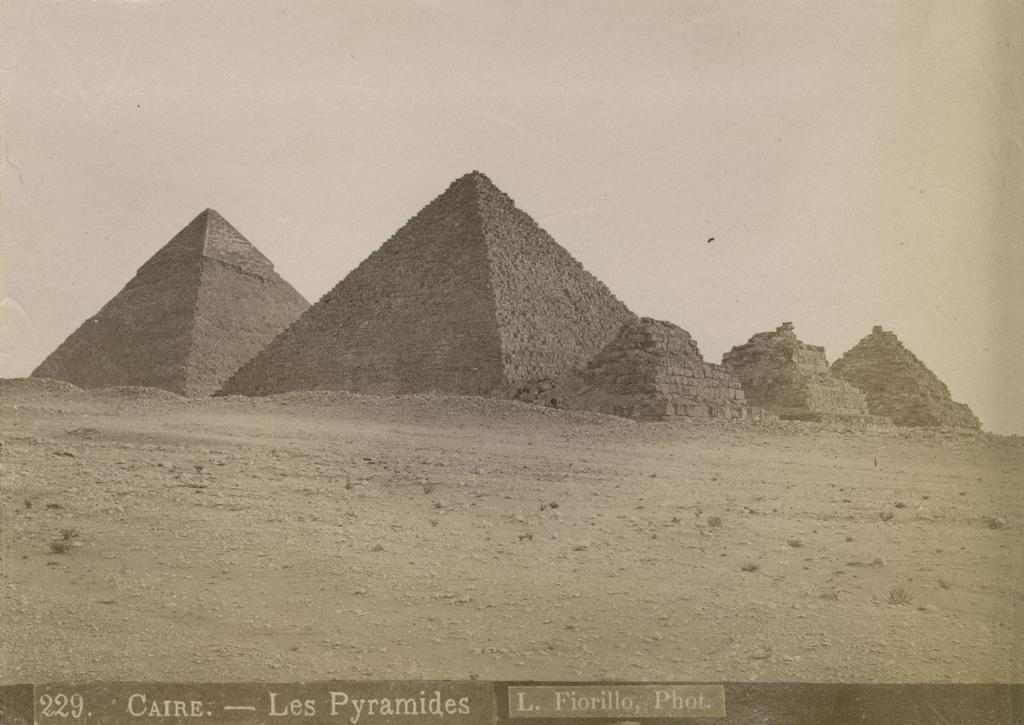
Die Pyramiden von Gizeh
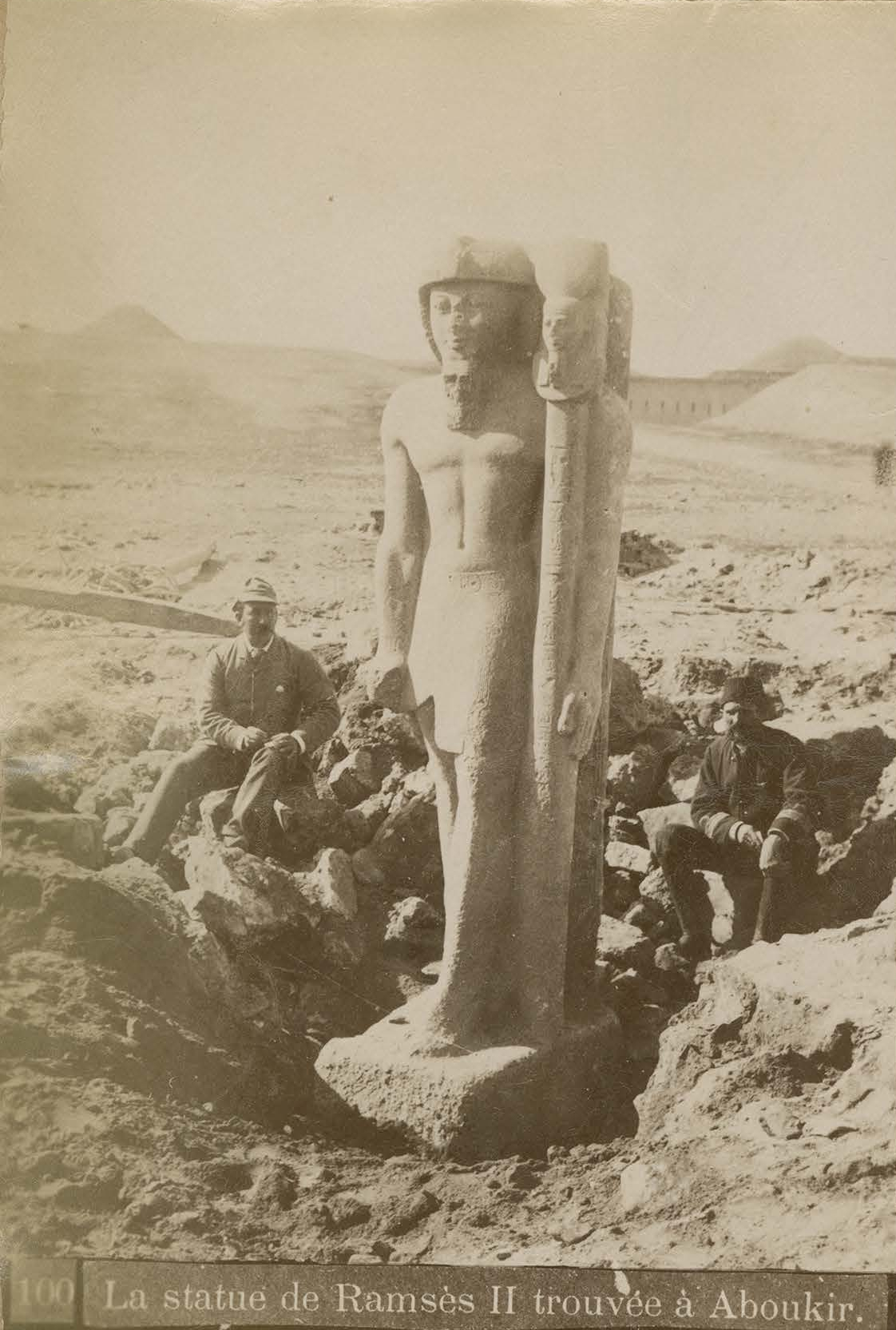
Die Statue von Ramses II., die in Abukir gefunden wurde
Obelisk von Thutmosis III. im Hafen von Alexandria, Ägypten

## Galerie „Heiliges Land“

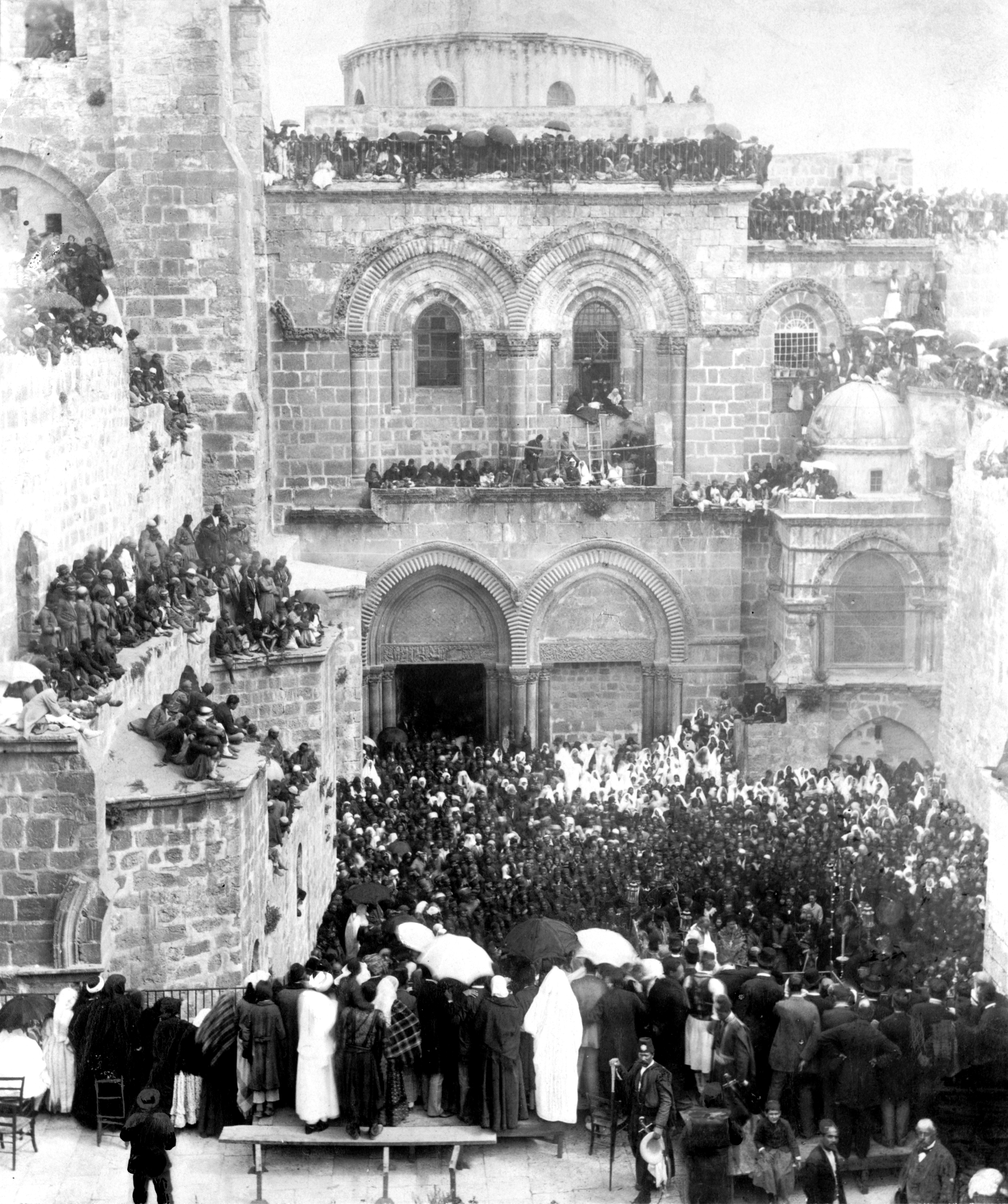
Grabeskirche in Jerusalem, 1880er Jahre
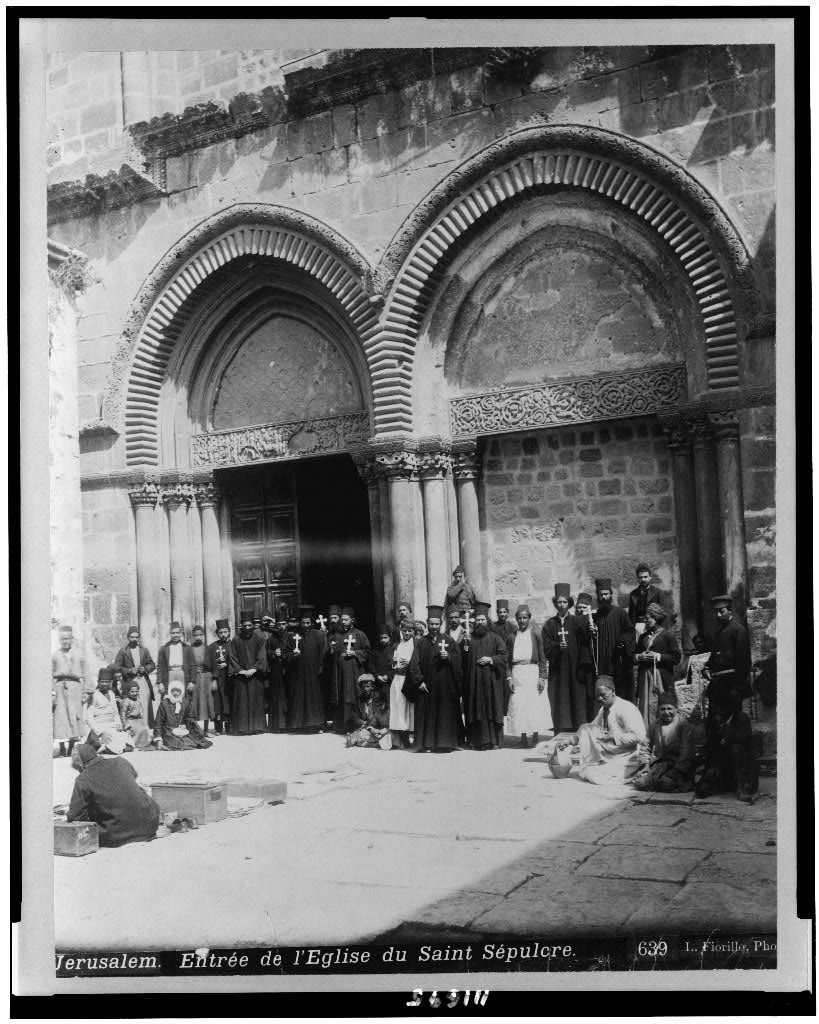
Jerusalem, Eingang zur Grabeskirche
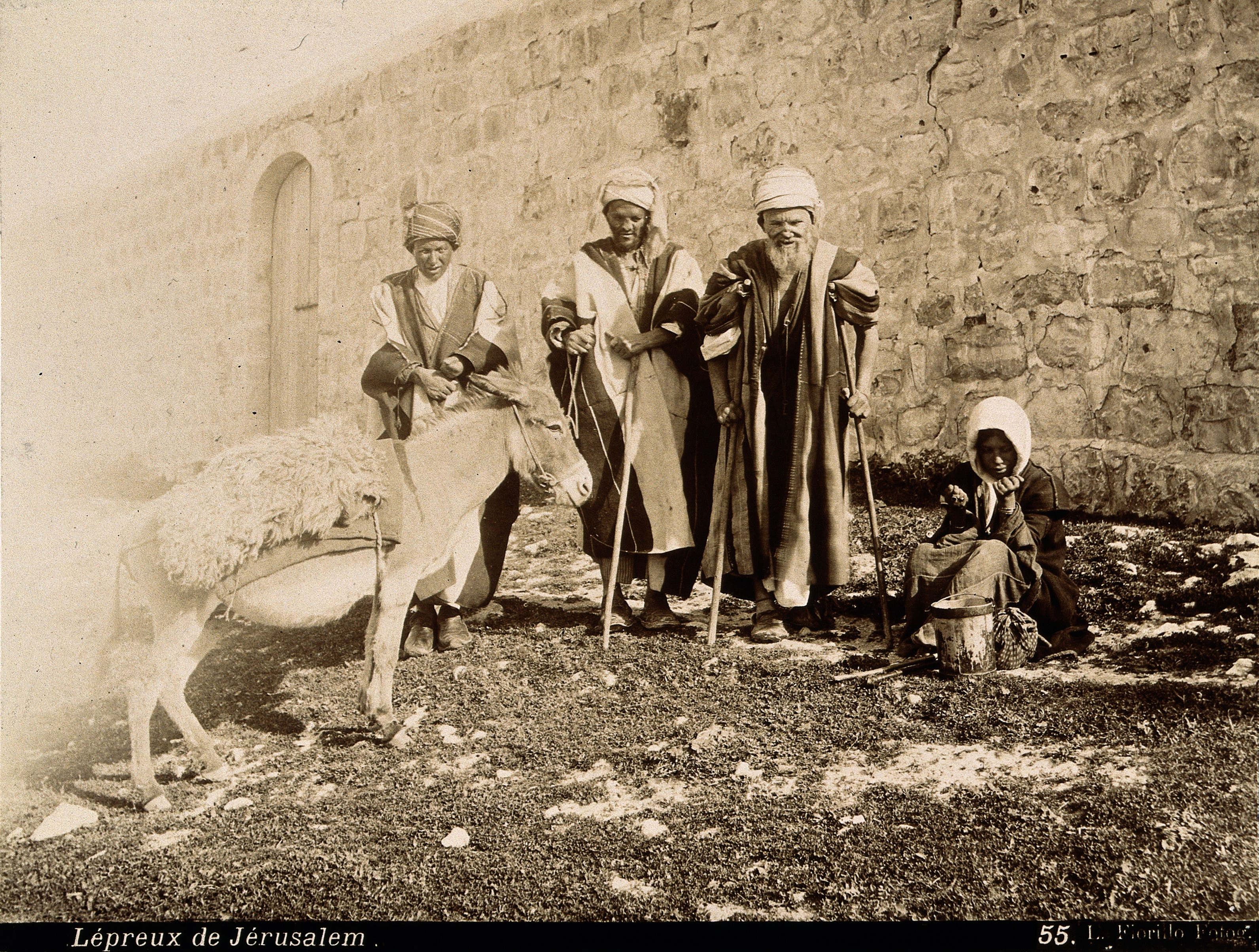
Lepra-Kranke in Jerusalem
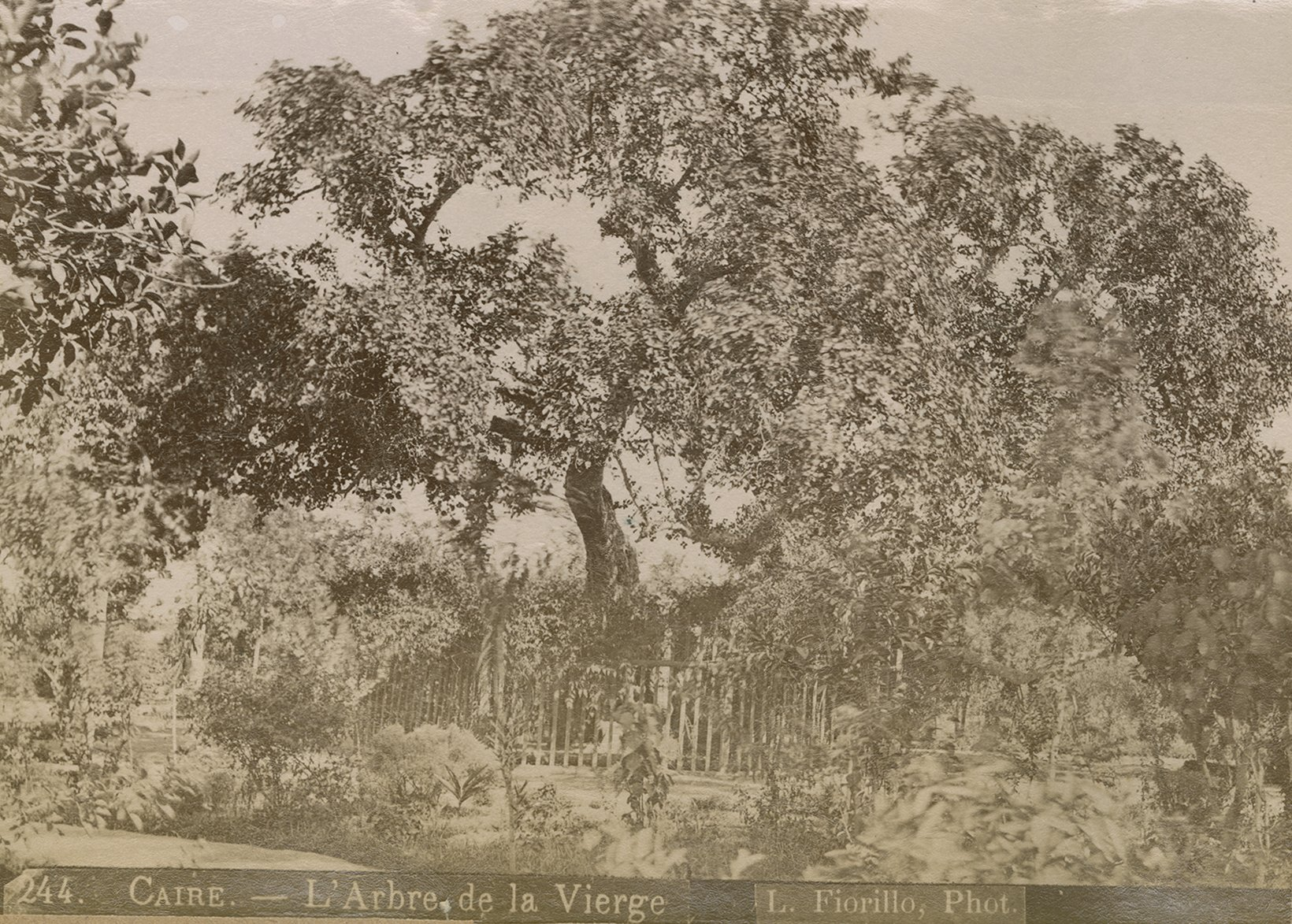
Baum der Heiligen Jungfrau Maria, unter dem Maria und Joseph gerastet haben sollen, Kairo

## Galerie Menschen (Genre / „Typen“)

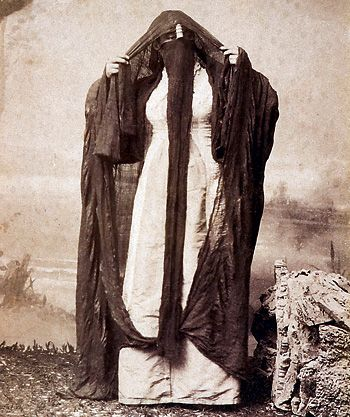
Eine arabische Frau in Ägypten
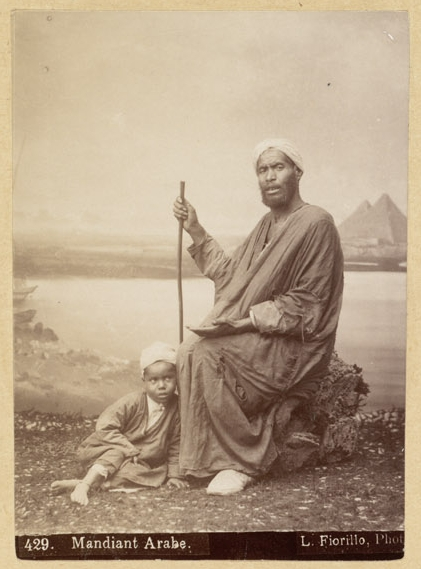
Arabischer Bettler und Kind
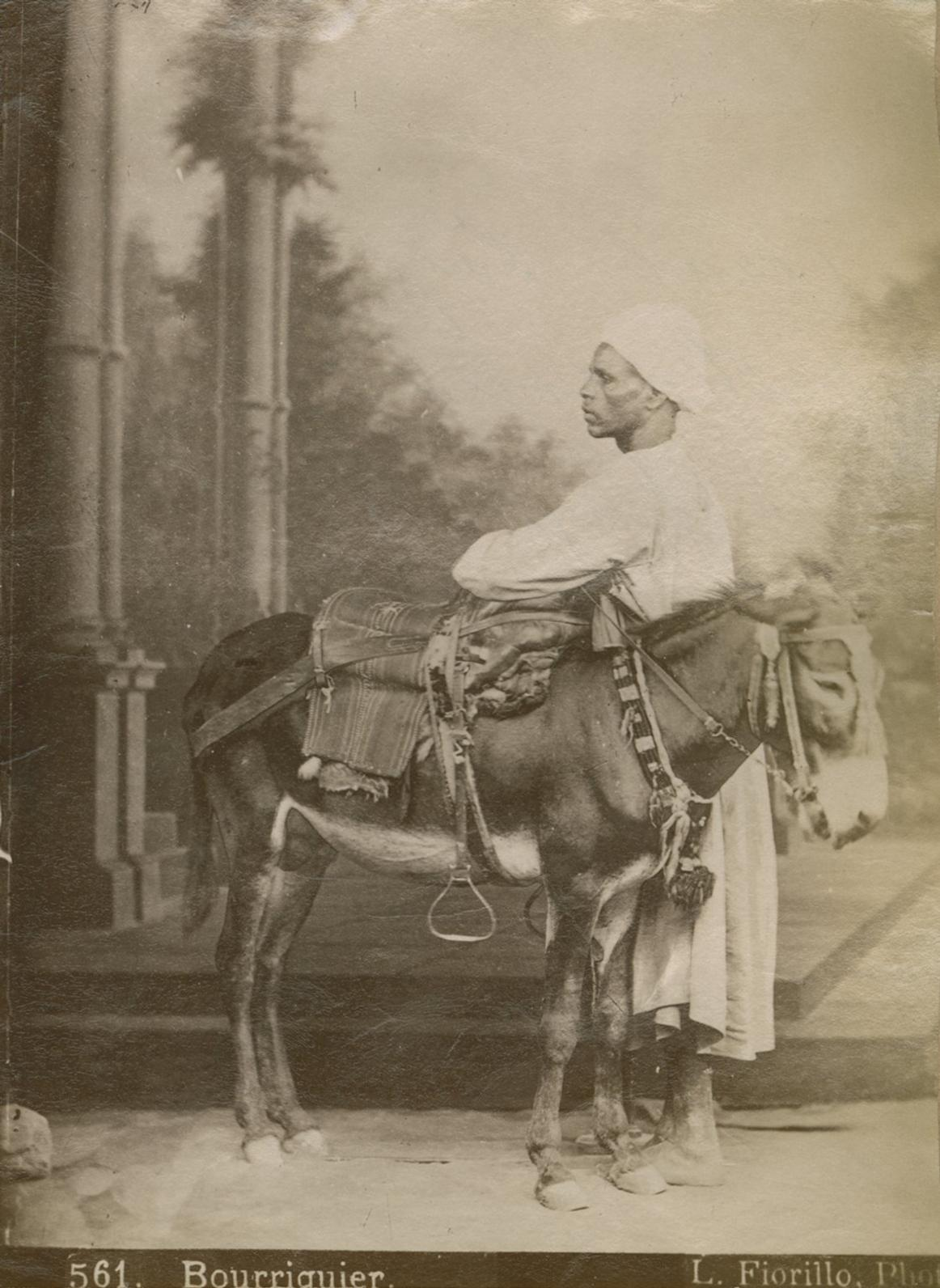
Esels- oder Maultiertreiber
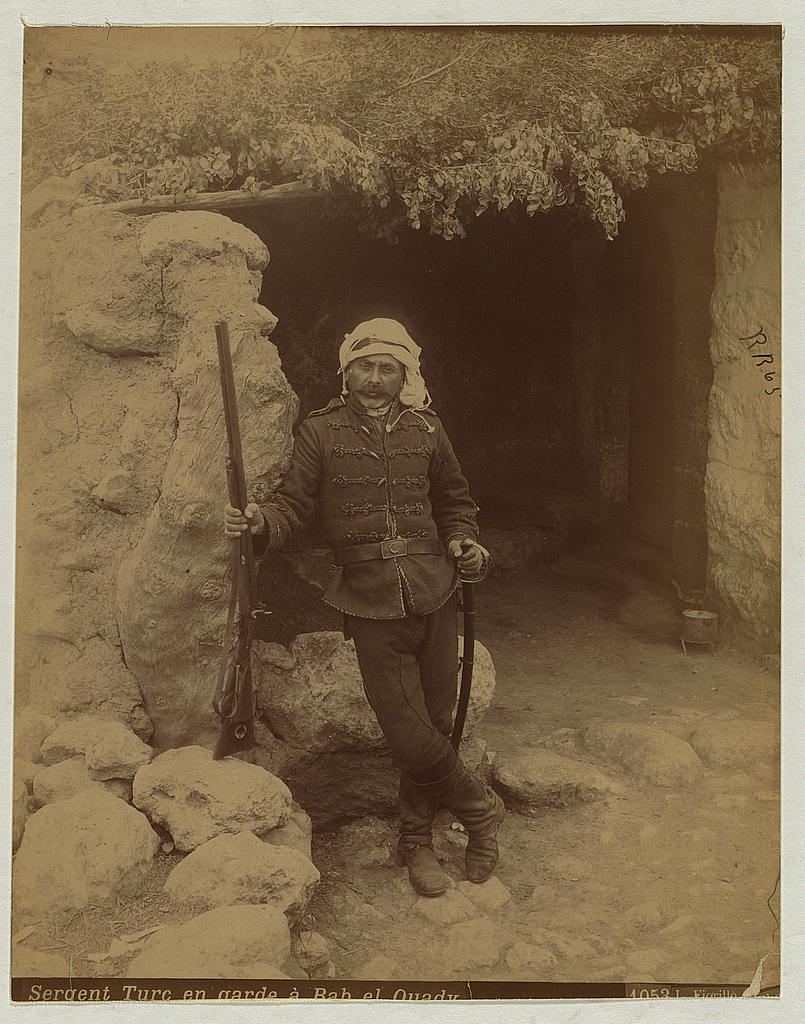
Türkischer Sergeant auf Wache bei Bab el-Qadi
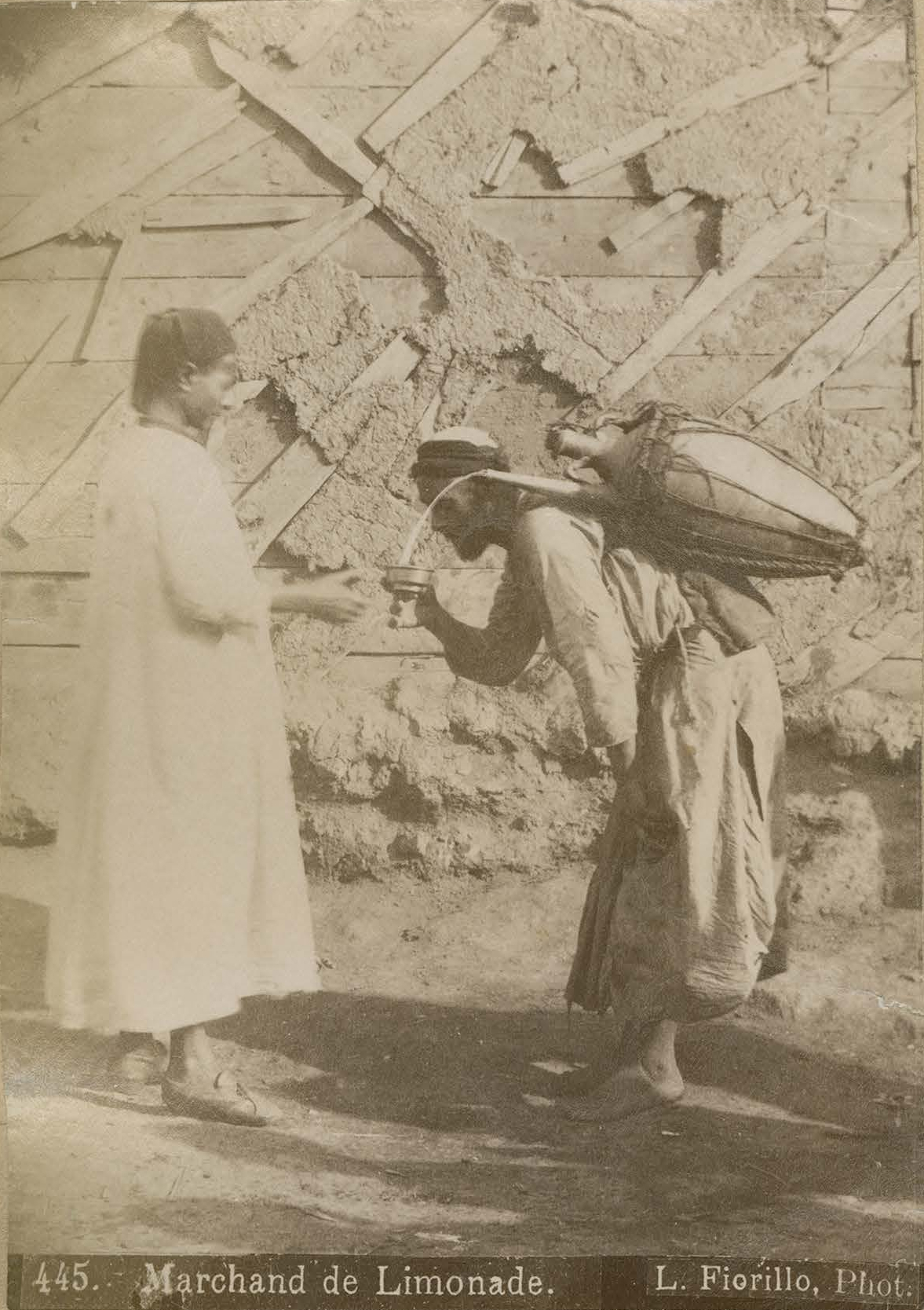
Limonade-Verkäufer mit Kunde
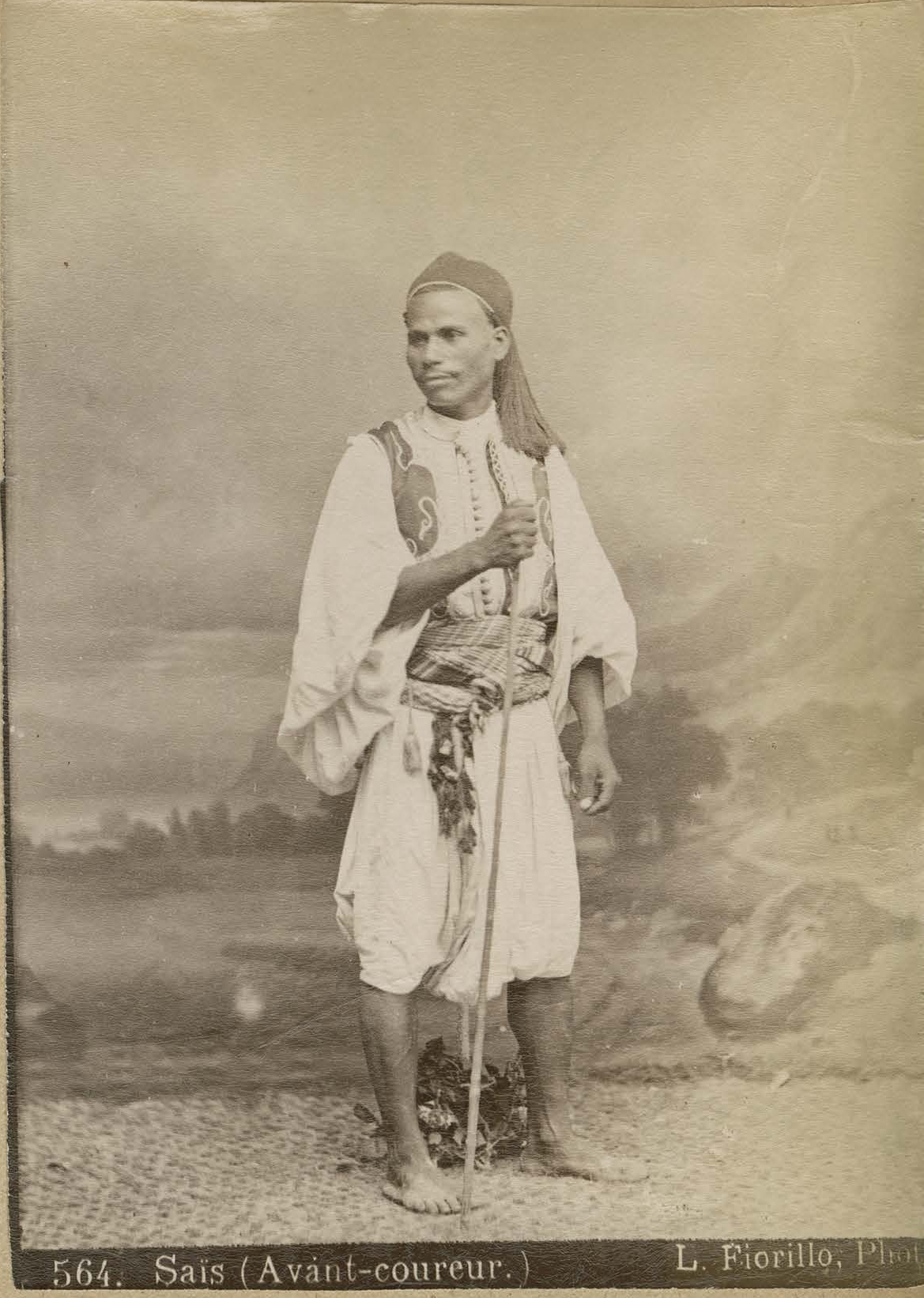
Ein Saïs (Vorgänger, Vorbote, Vorläufer)
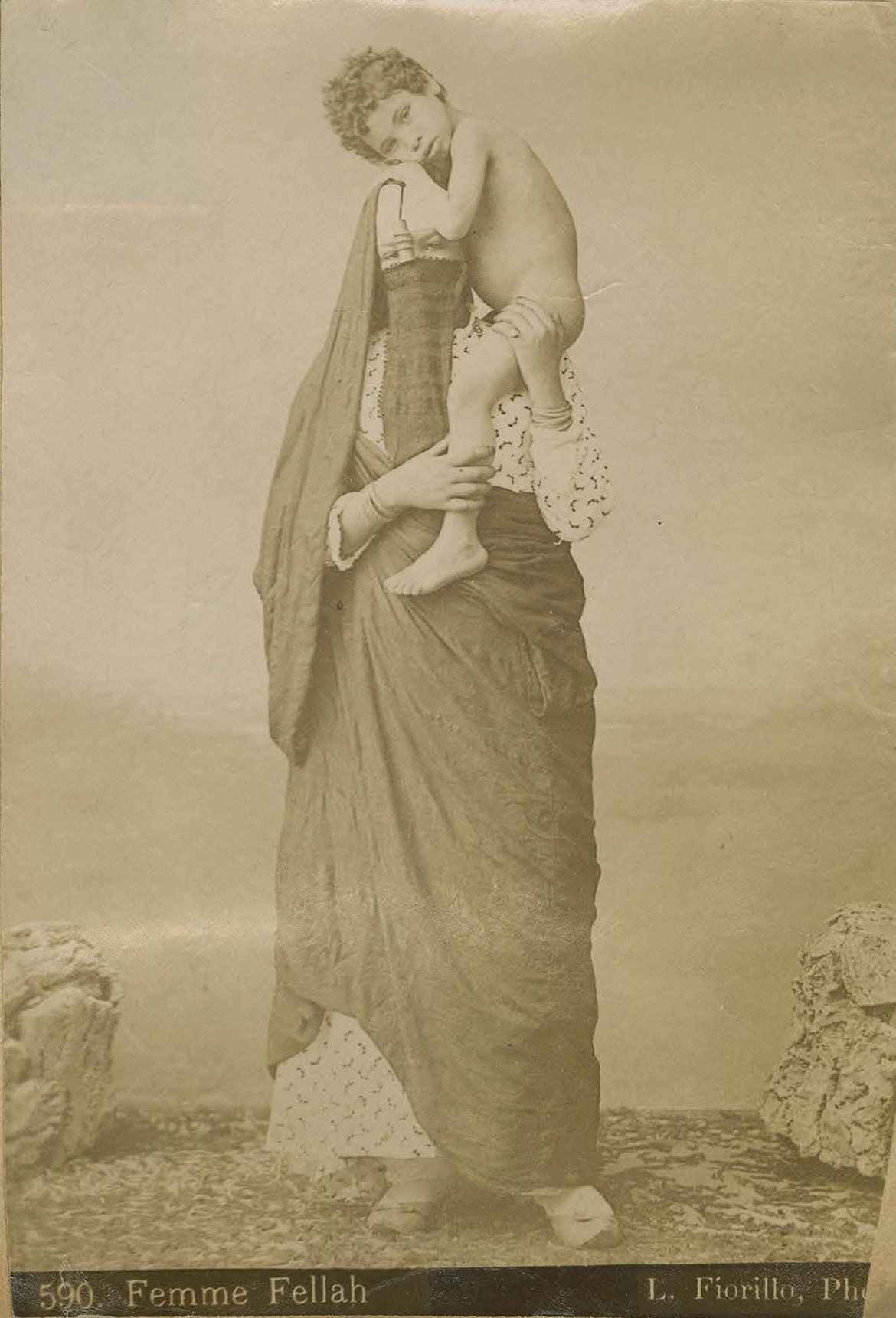
Verschleierte Fellachin mit nacktem Kind auf ihrer Schulter

## Galerie Kairo

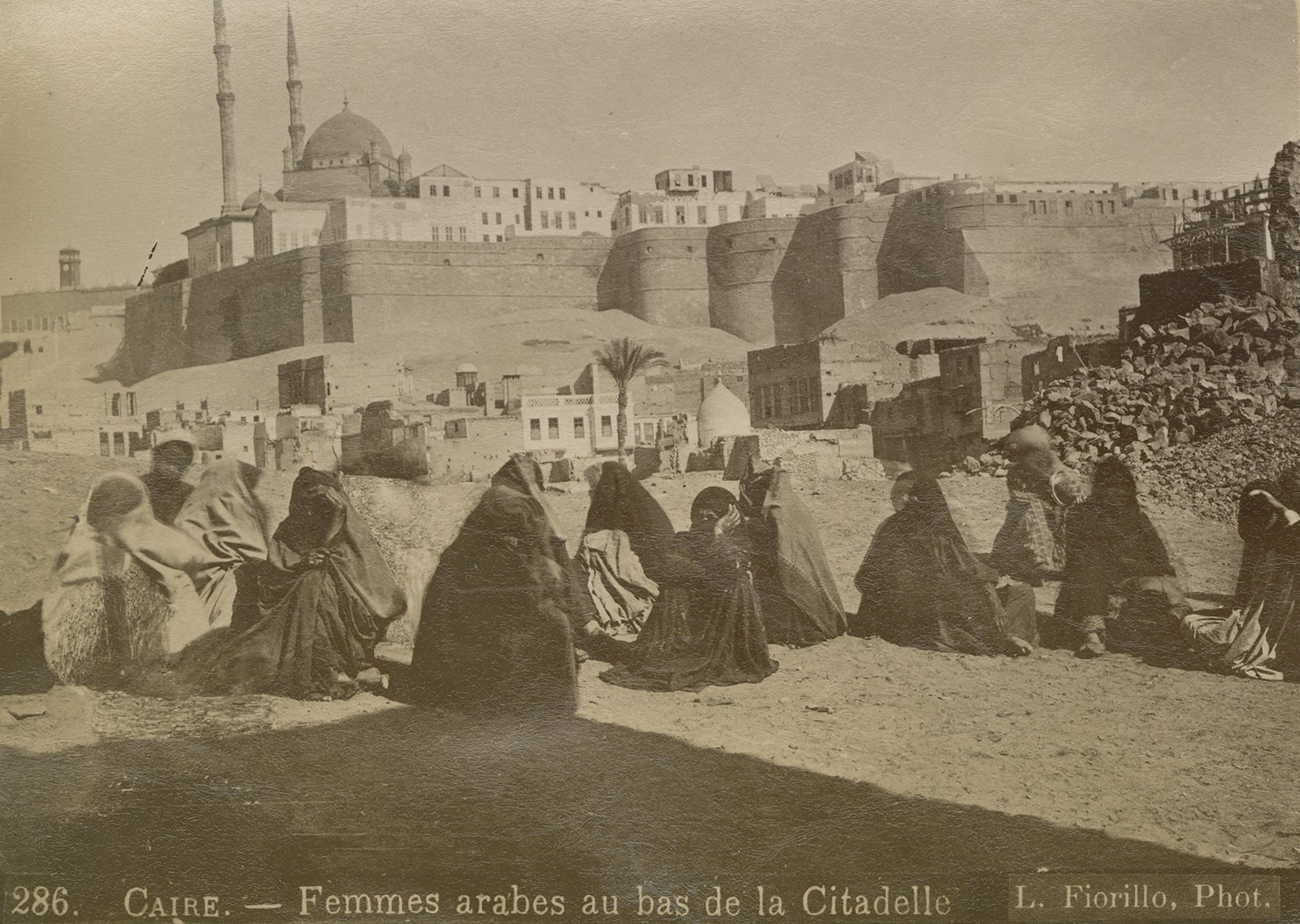
Arabische Frauen am Fuße der Zitadelle von Kairo
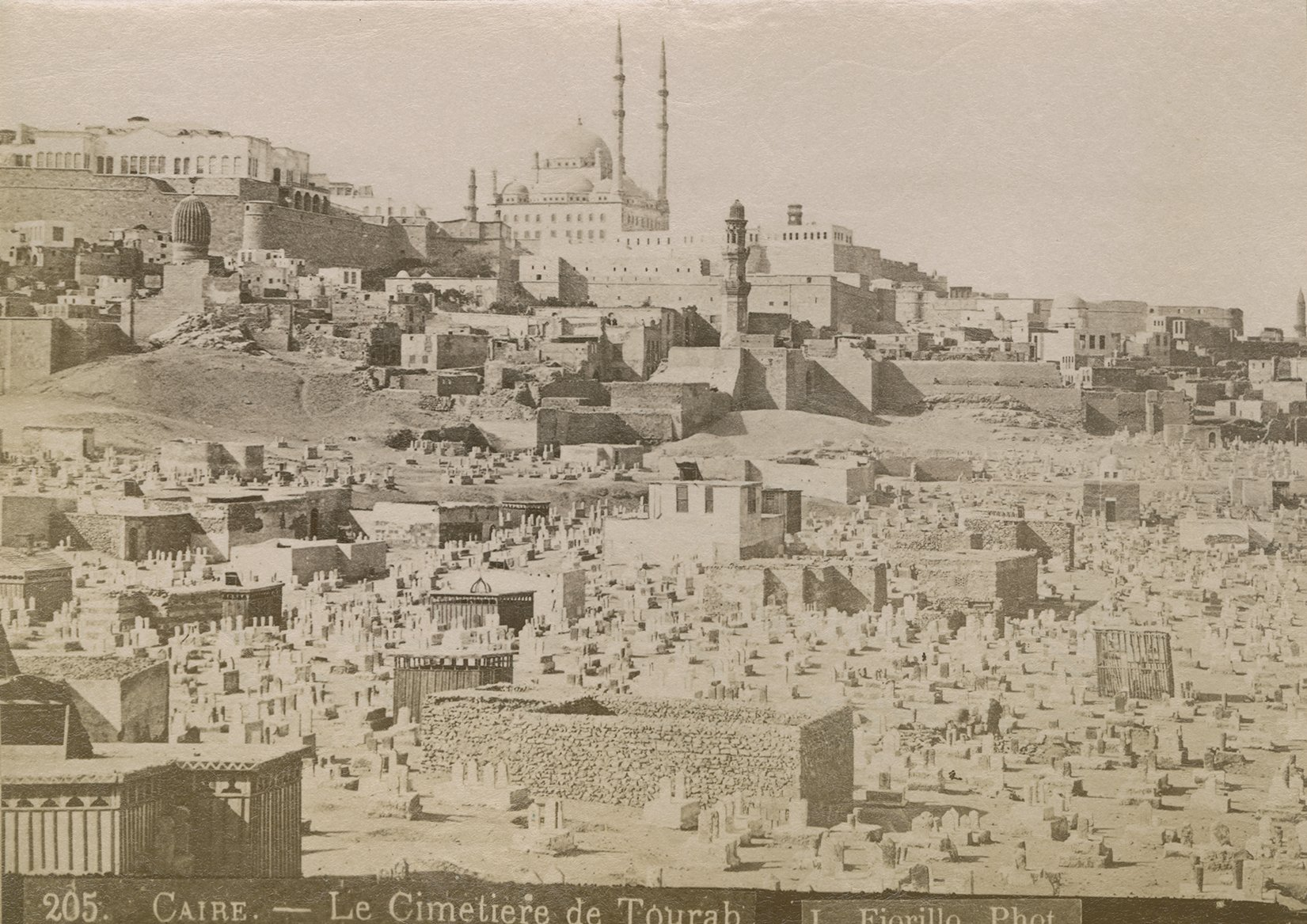
Tourab-Friedhof in Kairo
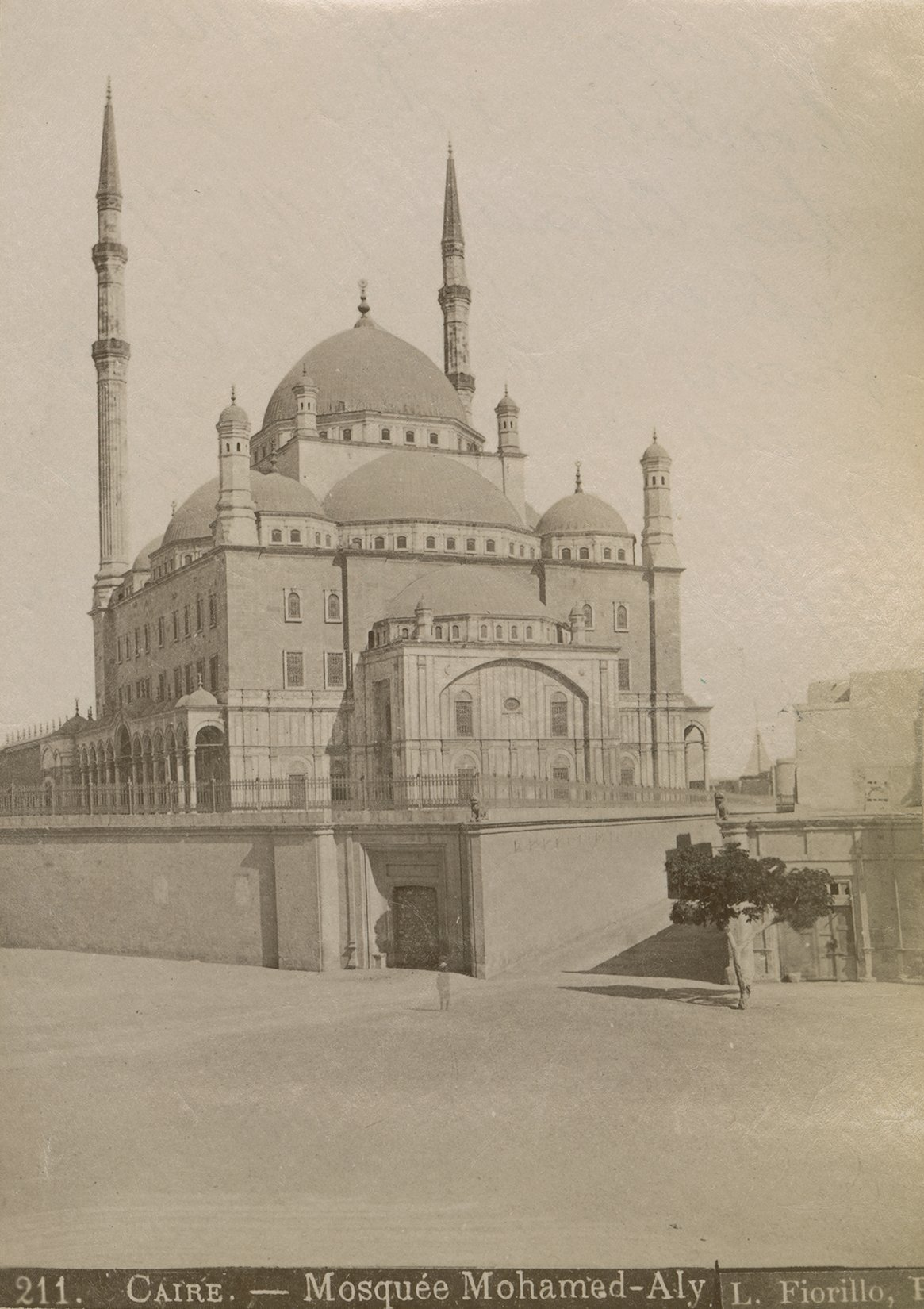
Muhammad-Ali-Moschee, Kairo

## Werke
- „Album photographie de Terre-Sainte. Jérusalem“, 1870[30]
- „Souvenir d’Alexandrie. Ruines“ 1882. Alexandria Bombardment of 1882, photograph album, The American University in Cairo, Rare Books and Special Collections Digital Library, https://digitalcollections.aucegypt.edu/digital/collection/p15795coll9/id/109/
- Paul Felix Bonfils (1831–1885), „Nazareth et ses environs“, St. Petersburg, 1894 (mit Fotografien von Luigi Fiorillo)
- Paul Felix Bonfils (1831–1885), „Constantinople, Athènes, Syrie, Palestine.“, Edouard Mignard, Album mit 72 Original-Fotografien, darunter 22 von Luigi Fiorillo aus Jerusalem, https://www.wayfarersbookshop.com/pages/books/393/middle-east-syria-islamic-world-palestine-turkey-felix-bonfils-luigi-fiorillo-abdullah-freres/collection-of-72-original-albumen-studio-photos-housed-in-an-attractive-period-folder-titled
- „Guide to Aden-Egypte“ – Fotoalbum mit Aufnahmen von Sébah, Fiorillo, Zangaki und anderen, New York University Abu Dhabi Library, http://dlib.nyu.edu/findingaids/html/akkasah/ad_mc_027/
- William Vaughn Tupper Album Vol. 26, „Lower Egypt“ (Album Band 26 „Unterägypten“), Pyramiden, 21. März 1892 bis 8. März 1893 (54 Fotos von Gabriel Lékégian & Cie., Pascal Sébah, Constantine Zangaki und von Luigi Fiorillo). Album in der Boston Public Library, Tupper Scrapbooks Collection, https://www.digitalcommonwealth.org/search/commonwealth:7d279x54p

## Verwendete Literatur
- Claudia Morgan, „Fiorillo, Luigi <fl. 1870-1898>“, Comune di Trieste, Biblioteche, https://biblioteche.comune.trieste.it/Record.htm?Record=19287259157910054319&idlist=1
- Adriano Silingardi, „Luigi Fiorillo, L’avventuroso fotografo di Alessandria d’Egitto“ („Luigi Fiorillo, der abenteuerlustige Fotograf aus Alexandria“), academia.edu, 20 Seiten, https://www.academia.edu/8991856/Luigi_Fiorillo_photographer_in_Alexandria
- Adriano Silingardi, „Luigi Fiorillo & Federico Fiorillo. Luigi Fiorillo, l’avventuroso fotografo di Alessandria d’Egitto“, https://www.adrianosilingardi.it/fototeca/impero-ottomano/collezioni-ottomani/luigi-fiorillo
- Bernd Stiegler, Felix Thürlemann, „Orientbilder. Fotografien 1850–1910“, Weissbooks GmbH, Frankfurt am Main 2015, Zweite Auflage 2016, ISBN 978-3-86337-037-4, S. 201

## Ausstellungen mit Fotos von Luigi Fiorillo
- 1979/80. Fotografia italiana dell’Ottocento („Italienische Fotografie des 19. Jahrhunderts“), Florenz, Palazzo Pitti, Oktober bis Dezember 1979, und Venedig, Ala Napoleonica, Januar bis März 1980

- 2001. Retrato y Paisaje en la fotografía del s. XIX („Porträt und Landschaft in der Fotografie des 19. Jahrhunderts“), Madrid (mit Fotografien von Roger Fenton, André Adolphe-Eugène Disdéri, Nadar, Georgio Sommer, G. Washington Wilson, J. Valentine, Mayer & Pierson, Francis Frith, Carlo Naya, Fredricks, Pascal Sébah, Laurent, Clifford, Moliné & Albareda, Zangaki, Bonfils, Luigi Fiorillo, Thompson, Kimei, Silva, Caneva und anderen). Katalog mit der ISBN 84-89884-28-5

- 2003. L’occhio della Sublime Porta („Das Auge der Hohen Pforte“), Rom, Galleria Antiquaria di Carlo Maria Biagiarelli, Piazza Capranica 97, kuratiert von Elisabetta Papone und Adriano Silingardi.

- 2004. Il Volto Celato („Das verborgene Gesicht“), Genua. L’immagine delle donne in Medio Orient e agli albori della fotografia („Das Bild der Frau im Nahen Osten und in den Anfängen der Fotografie“), Festa Nazionale dell’Unità, Genua, kuratiert von Adriano Silingardi

- 2007. Eritrea 1885–1898. Fotografi, generali e geografi sulle sponde del Mar Rosso („Eritrea 1885–1898. Fotografen, Generäle und Geographen an den Ufern des Roten Meeres“), Bologna, Biblioteca dell’Archiginnasio, Bologna, kuratiert von Maria Grazia Bollini und Anna Manfron

- 2008/09. Pyramids and Sphinx. Giza in Historical Photographs, Berlin, Bildarchiv Preußischer Kulturbesitz (mit Fotos von J. Robertson & Felicio Beato, W. Hammerschmidt, F. Bonfils, Pascal Sébah, Luigi Fiorillo, G. Lékégian und Hippolyte Arnoux).

- 2009. Alessandria d’Egitto, 11 luglio 1882, la flotta inglese bombarda la città. Fotografie degli ateliers Fiorillo e Bonfils dalla collezione Neroni Taborelli. Kuratiert von Daniela Giordi, ABF Scatola Chiara, Torino, unter Mitwirkung von Adriano Silingardi

- 2015. „Luigi Fiorillo, l’avventuroso fotografo di Alessandria d’Egitto“, Musei di Strada Nuova - Palazzo Rosso, Genua, 24. Oktober 2014 bis 1. Februar 2015, kuratiert von Elisabetta Papone und Adriano Silingardi, https://www.visitgenoa.it/fr/node/9326